# Fria territoriet Trieste
Fria territoriet Trieste (italienska: Territorio libero di Trieste, slovenska: Svobodno tržaško ozemlje, kroatiska: Slobodni teritorij Trsta) var ett oberoende territorium vid Triestebukten mellan Italien och Jugoslavien. Staten bildades 1947 och delades upp mellan sina grannar 1954 då zon A tillföll Italien och zon B tillföll Jugoslavien. Zon B delades i sin tur mellan delrepublikerna Socialistiska republiken Kroatien och Socialistiska republiken Slovenien. Italiens anspråk på B-zonen upphörde definitivt genom Osimofördraget som slöts den 10 november 1975 och började gälla den 11 oktober 1977.

Fria territoriet Trieste 1947–1954

### Fotnoter
1. ↑  ”Trieste” (på engelska). World Statesmen. http://www.worldstatesmen.org/Italy.htm#Trieste. Läst 8 juli 2016.